# جمال الحوسني
جمال الحوسني (مواليد 22 يونيو 1995-)ب كرة قدم إماراتي يجيد اللعب حارس مرمى مع نادي خورفكان الإماراتي.

## مسيرة اللاعب
لعب سابقاً مع أندية الوحدة والشعب و وقع مع نادي الشباب في عام 2017 و في نفس العام تم دمج أندية الشباب و الأهلي و دبي تحت اسم نادي شباب الأهلي و تم ضمه لشباب الأهلي و أعير إلى نادي كلباء في عام 2018 لمدة موسم و أعير مرة أخرى إلى نادي كلباء في عام 2021 وأعير إلى نادي خورفكان في مطلع عام 2024 و انتقل إلى نادي خورفكان في عام 2024.

## روابط خارجية
- جمال الحوسني على موقع قاعدة بيانات كرة القدم.إي يو (الإنجليزية)
- جمال الحوسني على موقع Soccerway.com (الإنجليزية)